# Моултри (округ)
Мо́ултри (англ. Moultrie County) — округ в штате Иллинойс, США. Официально образован в 1843 году. По состоянию на 2010 год, численность населения составляла 14 846 человек.

## География
По данным Бюро переписи США, общая площадь округа равняется 890,961 км2, из которых 870,241 км2 — суша, и 8,500 км2, или 2,500 % — это водоёмы.

## Население
По данным переписи населения 2000 года в округе проживает 14 287 жителей в составе 5405 домашних хозяйств и 3978 семей. Плотность населения составляет 16,00 человек на км2. На территории округа насчитывается 5743 жилых строения, при плотности застройки около 7,00-ми строений на км2. Расовый состав населения: белые — 98,91 %, афроамериканцы — 0,20 %, коренные американцы (индейцы) — 0,17 %, азиаты — 0,10 %, гавайцы — 0,05 %, представители других рас — 0,11 %, представители двух или более рас — 0,47 %. Испаноязычные составляли 0,48 % населения независимо от расы.
В составе 33,00 % из общего числа домашних хозяйств проживают дети в возрасте до 18 лет, 63,30 % домашних хозяйств представляют собой супружеские пары, проживающие вместе, 7,10 % домашних хозяйств представляют собой одиноких женщин без супруга, 26,40 % домашних хозяйств не имеют отношения к семьям, 23,60 % домашних хозяйств состоят из одного человека, 12,00 % домашних хозяйств состоят из престарелых (65 лет и старше), проживающих в одиночестве. Средний размер домашнего хозяйства составляет 2,56 человека, и средний размер семьи — 3,03 человека.
Возрастной состав округа: 25,70 % — моложе 18 лет, 7,90 % — от 18 до 24, 26,00 % — от 25 до 44, 22,80 % — от 45 до 64, и 22,80 % — от 65 и старше. Средний возраст жителя округа — 39 лет. На каждые 100 женщин приходится 93,00 мужчин. На каждые 100 женщин старше 18 лет приходится 89,30 мужчин.
Средний доход на домохозяйство в округе составлял 40 084 USD, на семью — 46 655 USD. Среднестатистический заработок мужчины был 35 470 USD против 21 168 USD для женщины. Доход на душу населения составлял 18 562 USD. Около 5,30 % семей и 7,80 % общего населения находились ниже черты бедности, в том числе — 10,90 % молодежи (тех, кому ещё не исполнилось 18 лет) и 7,70 % тех, кому было уже больше 65 лет.